# 沙坝柯
沙坝柯（学名：Lithocarpus echinophorus var. chapensis）为壳斗科柯属下的一个变种。

## 扩展阅读
- 維基物種上的相關：沙坝柯